# La Vierge en gloire entre saint Pierre et saint Augustin vénérée par un donateur
La Vierge en gloire entre saint Pierre et saint Augustin vénérée par un donateur (titre factice), est un tableau réalisé par le peintre primitif flamand Robert Campin durant la première moitié du XVe siècle. De format vertical, cette petite huile sur panneau en bois de chêne est une peinture chrétienne qui représente la Vierge en gloire dans sa moitié supérieure et un donateur à genoux entre Pierre et Augustin d'Hippone dans sa partie inférieure. Donation de Jean-Baptiste Marie Bourguignon de Fabregoules en 1860, l'œuvre est conservée au musée Granet d'Aix-en-Provence, dans les Bouches-du-Rhône, en France.